# Model-vista-presentador

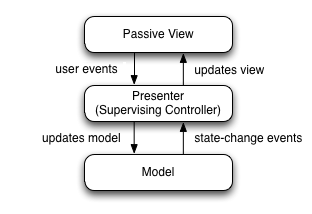
Fig.1 Diagrama de l'arquitectura MVP

 Model-vista-presentador (MVP) és una derivació de l'arquitectura model-vista-controlador (MVC) i s'empra principalment per a construir interfícies d'usuari. El Presentador assumeix la funcionalitat de capa intermediària (middle-man). MVP transfereix tota la lògica de presentació al Presentador.

## Descripció
MVP és una arquitectura d'interfície d'usuari desenvolupada per a facilitar el depurat automatitzat i millorar la lògica de presentació :
- El Model és una interfície que defineix les dades a visualitzar o d'interfície d'usuari.
- La Vista és una interfície passiva que visualitza les dades (el Model) i encamina comandes d'usuari (events) al Presentador.
- EL Presentador actua sobre el model i la vista Recupera dades de repositoris (el model) i formateja les dades de la vista al visualitzador.

## Implementacions

### En .NET
- Claymore Arxivat 2011-06-30 a Wayback Machine.
- MVC# Framework[Enllaç no actiu]
- Web Client Software Factory
- Evolution.Net MVP Framework
- ASP.NET Web Forms Model-View-Presenter (MVP) Arxivat 2016-03-04 a Wayback Machine.
- Nucleo.NET Arxivat 2017-07-09 a Wayback Machine.
- WinForms MVP Arxivat 2017-07-18 a Wayback Machine.

### En Java
- JavaFX
- MVP4J
- Echo2
- Google Web Toolkit
- GWT-Platform
- JFace
- Swing
- Vaadin
- ZK

### En PHP
- Nette Framework
- RhubarbPHP Framework
- Nano MVP Framework Arxivat 2017-09-12 a Wayback Machine.

## Refències
1. ↑  «The Model-View-Presenter (MVP) Pattern» (en anglès).  https://msdn.microsoft.com.+[Consulta: 20 juliol 2017].
2. ↑  «What is Model View Presenter?» (en anglès).  https://stackoverflow.com.+[Consulta: 20 juliol 2017].
3. ↑  Cervone, Francesco. «Model-View-Presenter: Android guidelines» (en anglès).  https://medium.com,+27-02-2017.+[Consulta: 20 juliol 2017].
4. ↑  «MVC or MVP Pattern – Whats the difference? - Design - Infragistics.com Blog» (en anglès).  https://www.infragistics.com.+[Consulta: 20 juliol 2017].